# 渡辺一宏
渡辺 一宏（わたなべ かずひろ、1972年3月9日 - ）は、フリーアナウンサー。

## 来歴
栃木県宇都宮市出身。栃木県立宇都宮北高等学校卒業。神田外語大学外国語学部韓国語学科在学中には、東京ディズニーランドのジャングルクルーズ#東京ディズニーランドで船長を務めており、プロフィール欄にも記載している。同大卒業後の1994年4月、北日本放送に入社。
北日本放送時代は、24時間テレビ愛は地球を救うのMCをつとめるなど、看板アナウンサーとして活躍。2002年には「平成14年度 日本民間放送連盟賞 番組部門 ラジオエンターテインメント」で優秀賞を受賞した。2004年５月退社、フリーアナウンサーに転向。シー・フォルダに所属。
2005年4月から2009年3月までテレビ埼玉で情報番組のキャスターをつとめるほか、ニュースや選挙報道、バラエティ番組まで活躍の場をさらに広げる。
2010年4月から2013年3月までとちぎテレビでニュース、情報番組、特番などのキャスターをつとめた。特に、2011年3月11日の東日本大震災後は災害報道に携わる。
2015年6月からニッポン放送報道部ニュースデスク。
2016年9月から2017年3月まで全国ネット「松本秀夫・渡辺一宏　今夜もオトパラ！」メインパーソナリティとして、ニュースデスクから異例の抜擢。
2019年3月からJスポーツで「マーベラス渡辺」としてボディビル・フィットネス競技番組のMCを担当。

## 人物
- 日本でただひとりの現役ボディビルダーでフリーアナウンサーでニュースデスクでパーソナルトレーナー。
- 一緒にニッポン放送の番組に出演しているテリー伊藤からは「有楽町でもっともポロシャツが似合う男」「チョコボール」「マッチョ渡辺」と命名される。
- Jスポーツ「筋肉愛！ボディビルかけ声TV」担当後は「マーベラス渡辺」、また、ニッポン放送の松本秀夫アナウンサーからは「しゃべる筋肉」との新たな呼び名が加わる。
- 高校時代90kg近くあったが、ダイエットで体重を減らした経験も。
- 40代でボディビルをはじめる。2016年5月の第24回東京オープンボディビル選手権大会マスターズ40才以上級では、初出場ながら決勝進出し第9位。翌2017年６月の同大会では第6位。2018年5月の同大会では、大会前に右手首を骨折したにもかかわらず第4位となった[6]。2019年5月の同大会では、更に順位をひとつ上げて過去最高の第3位となり、初めて表彰台に上がる。
- その他の資格として、防災士、秘書技能検定２級、色彩検定２級、認知症サポーター、住宅建築コーディネーター、筋肉のこと知ってますか検定（筋肉検定）３級、焼肉コンシェルジュ（並）を所持[7]。
- 2019年3月からフリーアナウンサーをつとめるかたわら、パーソナルトレーナーとしても活躍。

## 出演番組

### 現在

#### テレビ
- TOKYOほっと情報（テレビ東京）※ナレーション、リポーター
- こんにちは新宿区長です！（J:COM港・新宿）※MC
- わたしのまち新宿プラス（J:COM港・新宿）※MC
- わたしのまち新宿（J:COM港・新宿）※MC
- 筋肉愛！ボディビルかけ声TV（Jスポーツ）※MC
- JBBFボディビル、フィットネス競技中継（Jスポーツ）※実況
- マッスルコンテストジャパン、ゴールドジムジャパンカップ、ボディビル、フィットネス競技中継（Jスポーツ）※実況

#### ラジオ
- 上柳昌彦 あさぼらけ（ニッポン放送）ニュースデスク※月曜、金曜
- 垣花正 あなたとハッピー!（ニッポン放送）ニュースデスク※月曜、火曜、「テリー伊藤、マッチョ渡辺の筋トレ、ハッピー・ストレッチ!」コーナー※月1 - 月曜
- 春風亭一之輔　あなたとハッピー！（ニッポン放送）ニュースデスク
- 高田文夫のラジオビバリー昼ズ（ニッポン放送) ニュースデスク※火曜
- DAYS（ニッポン放送）ニュースデスク※火曜
- 草野満代 夕暮れWONDER4（ニッポン放送）ニュースデスク※火曜、健康あるあるワンダフォー「ラジオでジム」ゲスト
- ザ・フォーカス（ニッポン放送）ニュースデスク※木曜
- オールナイトニッポン MUSIC10（ニッポン放送）ニュースデスク※木曜
- TERUMI de SUNDAY！（bayfm）「レッツプレゼン！テルサン知ったかワールド」プレゼンター

### 過去出演番組

#### 北日本放送

##### テレビ
- KNBわいどプラス1（1999年4月 - 2004年3月）
- KNBニュースプラス1
- 24時間テレビ 愛は地球を救う（KNB発MC）
- え？！富山ちゃそーなんけ？Ⅰ～Ⅲ（ＭＣ、リポーター、ナレーション）
- ビバ！クイズスペシャル　スーパークラスグランプリ（ＭＣ、リポーター）
- どれみふぁ経済（リポーター）
- 相本・鍋田のスーパーサタデー（リポーター）
- もっともっと富山（ディレクター、リポーター、ナレーション）
- オープニング・クロージング（1998年 - 2004年、ナレーション）など

##### ラジオ
- みんなノイズを聴きたがる～UNDER CURRENT・歌の奥に～（インタビュアー）※２００２年日本民間放送連盟ラジオエンターテインメント優秀賞受賞
- KNB POPS（DJ）
- モーニングダイヤル　ラジオでおはよう（ＤＪ）
- ＫＮＢラジオ夕刊（キャスター）
- かとう久恵のサウンドガーデン（アシスタント）
- 開局記念　ＫＮＢ大バザールなど

#### テレビ埼玉
- ひるたま（司会）- 2008年４月 - 2009年3月
- ごごたま、ごごびん（司会）- 2005年４月 - 2008年3月
- ニュース930（キャスター）
- ウィークエンド930（ナレーション）
- 衆議院議員選挙、参議院議員選挙開票速報（キャスター）
- 埼玉県知事選挙開票速報（キャスター）など

#### とちぎテレビ
- イブニング６（キャスター）月- 水担当　2010年４月 - 2013年3月
- 東日本大震災報道特別番組（キャスター）
- 宝くじドカ～ンと2,000万円スペシャル（MC）
- 生中継　ふるさと宮まつり（MC）
- とちてれ年末総決算　とちぎから元気を発信スペシャル（MC）など

##### テレビ
- ゴールドジムジャパンカップ2021（Jスポーツ）※実況
- マッスルコンテストジャパン２０２０（Jスポーツ）※実況
- ＪＢＢＦフィットネスジャパン　グランドチャンピオンシップ２０１９（Jスポーツ）※実況
- ＪＯＣジュニアオリンピックカップ　日本ジュニアボディビル選手権大会（Jスポーツ）※実況
- 全日本学生ボディビル選手権大会（Jスポーツ）※実況
- 男子日本ボディビル選手権大会、女子日本フィジーク選手権大会（Jスポーツ）※実況
- ジャパンカップフィットネス選手権大会２０１９（Jスポーツ）※実況
- SPORTECCUP２０１９（Jスポーツ）※実況
- IFBB世界男子選手権（Jスポーツ）※実況
- IFBB世界マスター選手権、ジュニアワールドカップ（Jスポーツ）※実況
- 一から学ぶ　JBBFフィットネス競技のすべて（Jスポーツ）※ナレーション
- 高校野球東西東京大会ダイジェスト（J:COMイースト）※MC、ナレーション
- あちこちニッポン![8]（旅チャンネル）※ナビゲーター
- あちこちニッポン! 増刊号（旅チャンネル）※ナビゲーター
- にじいろ玉手箱（子ども放送局）※ＭＣ
- クイズカルチャーSHOwQ～２１世紀テレビ検定（ｔｖｋ）※ゲスト
- おやじん（イッツコム）※ナレーション　など

#### ラジオ
- ザ・フォーカス（ニッポン放送）※北日本放送向け放送にゲスト出演‐2020年3月23日
- 日曜アートサロン　和錆（ＴＦＭ）※ボディビルダーとしてゲスト出演
- 週刊ＢＵＺＺる編集局～秘密のネタ会議（ＪＦＮ）※ボディビルダーなべさんとしてゲスト出演
- 上柳昌彦 あさぼらけ（ニッポン放送）※上柳昌彦アナウンサー夏休みなどの代演
- 草野満代 夕暮れWANDER４（ニッポン放送) 「筋トレコーナー 」ゲスト
- 松本秀夫・渡辺一宏　今夜もオトパラ!（ニッポン放送）※メインパーソナリティ - 2016年9月 - 2017年3月
- ニッポン放送　新春オトパラ！スペシャル 　開運!ニッポンの初日の出　※メインパーソナリティ - 2017年1月1日
- 毒にも薬にもなるRadio（Podcast）※ゲスト　など